# Amphiphyllum
- Commons
- Wikispecies

Amphiphyllum Gleason é um género botânico pertencente à família Rapateaceae.

## Espécies
Apresenta duas espécies:
- Amphiphyllum rigidum
- Amphiphyllum schomburgkii